# Cheek to Cheek (песня)
«Cheek to Cheek» («Щека к щеке») — песня американского композитора Ирвинга Берлина.
Была написана композитором Берлином для певца и танцора Фреда Астера, а именно для танцевально-песенного дуэта Астера и Джинджер Роджерс в фильме 1935 года «Цилиндр». В этом эпизоде фильма Астер танцует с одетой в белое платье с перьями Роджерс и через песню говорит ей о своей к ней любви.
В исполнении Астера песня достигла 1 места в США.
В 2000 году сингл с этой песней в исполнении Фреда Астера в сопровождении Лео Райсмана и его оркестра (1935 год) был принят в Зал славы премии «Грэмми».
Также песня «Cheek to Cheek» входит (опять же в оригинальном исполнении Фреда Астера) в составленный журналом «Тайм» в 2011 году список All-TIME 100 Songs (100 лучших песен с момента основания журнала «Тайм»).